# Насау-Байлщайн
Насау-Байлщайн (на немски: Nassau-Beilstein) е графство на клона на отонската линия на Дом Насау от 1343 до 1561 г. и от 1607 до 1620 г.
Замъкът Байлщайн е споменат за пръв път в документ от 1129 г. Синовете на Хайнрих I (1270 – 1343) от Насау-Зиген си поделят графството. През 1341 г. от Насау-Зиген се отделя линията Насау-Байлщайн. По-малкият Хайнрих I († 1378/1380) получава Насау-Байлщайн (1307 – 1378), а по-големият Ото II († 1350/1351) получава Насау-Диленбург.
С основаването на графството Насау-Байлщайн в източен Вестервалд, резиденция става Байлщайн, който получил права на град още на 18 февруари 1321 г. и неговият замък.
През 1561 г. Насау-Байлщайн влиза в Насау-Диленбург. През 1601 или 1607 г. графството се разделя на пет графства: Насау-Диленбург, Насау-Хадамар, Насау-Байлщайн, Насау-Зиген и Насау-Диц.

## Графове на Насау-Байлщайн (1343 – 1561)
- 1343 – 1378: Хайнрих I (1307 – 1378)
- 1378 – 1412: Хайнрих II (1335 – 1412), син на Хайнрих I
  - 1378 – 1418: Райнхард като сърегент на брат си
- 1412 – 1473: Йохан I (1385 – 1473), син на Хайнрих II
  - 1425 – 1477: Хайнрих III като сърегент
- 1473 – 1499: Хайнрих IV (1449 – 1499), втори син на Йохан I
- 1499 – 1513: Йохан II (1475 – 1513), син на Хайнрих IV
- 1513 – 1561: Йохан III (1495 – 1561), син на Йохан II
  - 1513 – 1556: Бернхард като сърегент

## Графове на Насау-Байлщайн (1607 – 1620)
- 1607 – 1620: Георг (1562 – 1623), след това до 1623 граф на Насау-Диленбург